# 1988 na Alemanha
Esta é uma cronologia dos fatos acontecimentos de ano 1988 na Alemanha.

## Eventos
- 28 de agosto: A colisão com três caças da Força Aérea Italiana durante a exibição aérea, realizada na Base Aérea norte-americana de Ramstein no estado alemão da Renânia-Palatinado, mata 70 pessoas, entre eles três pilotos e 67 espectadores.[1]